# Добрий Войниково
До́брий Во́йниково (болг. Добри Войниково) — село в Шуменській області Болгарії. Входить до складу общини Хитрино.

## Населення
За даними перепису населення 2011 року у селі проживали 175 осіб.
Національний склад населення села:
| Національність   | Кількість осіб | Відсоток |
| ---------------- | -------------- | -------- |
| турки            | 141            | 81,5%    |
| болгари          | 32             | 18,5%    |
| цигани           | 0              | 0%       |
| інша             | 0              | 0%       |
| не визначились   | 0              | 0%       |
| Всього відповіли | 173            |          |

Розподіл населення за віком у 2011 році:
Динаміка населення: